# Delaware River Port Authority

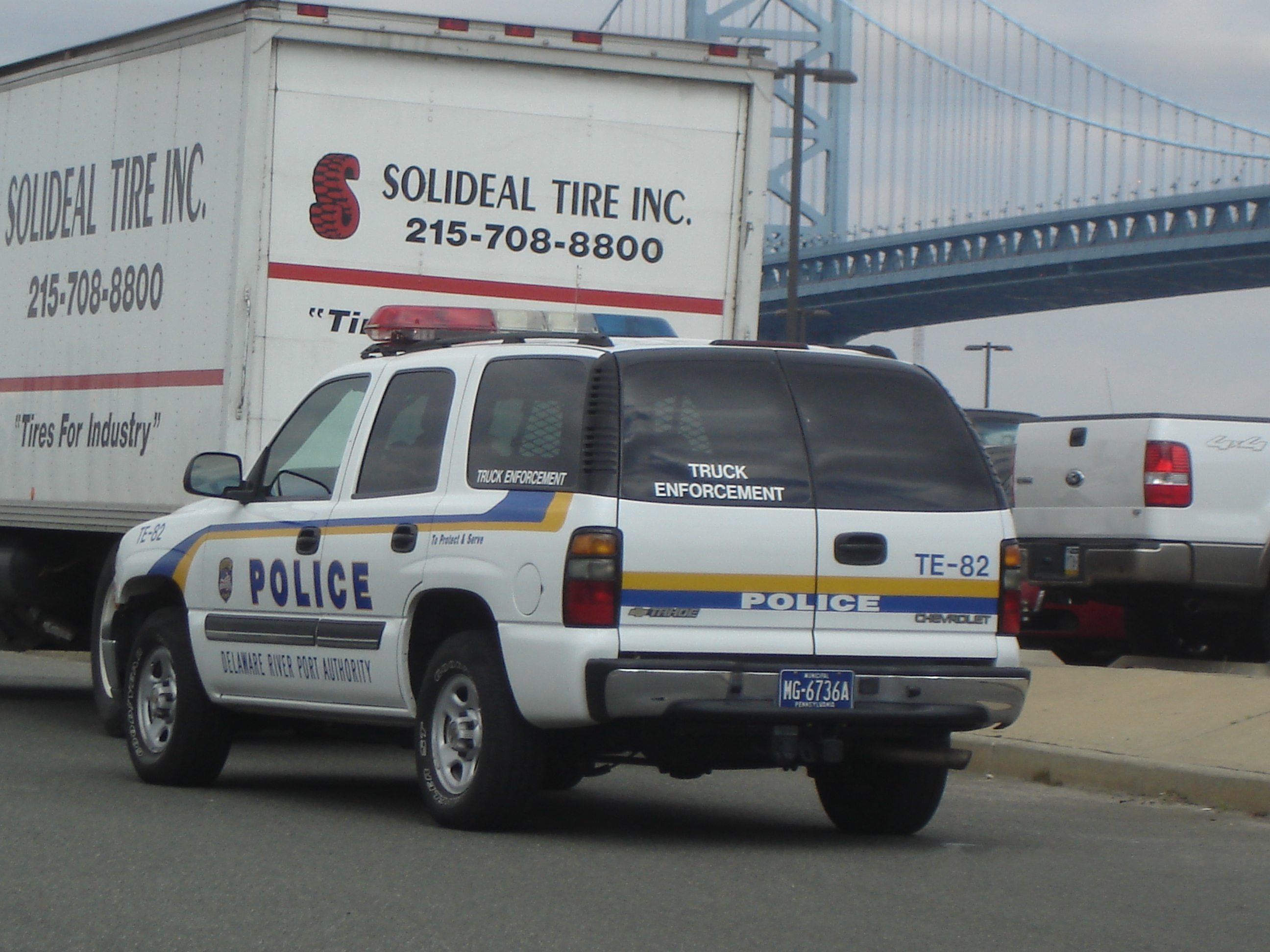
Streifenwagen der DRPA Police

Logo

Die Delaware River Port Authority (DRPA) ist die gemeinsame Seehafen-Behörde (Port Authority) der US-Bundesstaaten Pennsylvania und New Jersey. Sie wurde 1951 geschaffen und ist hauptsächlich für die großen Straßenbrücken über den Delaware in der Gegend um Philadelphia verantwortlich. Daneben fallen eine Personenfähre sowie ein Kreuzfahrt-Terminal in ihren Aufgabenbereich. Mit der PATCO Speedline betreibt sie ferner eine Schnellbahnverbindung zwischen Philadelphia und New Jersey.
Die DRPA beschäftigte 2007 insgesamt 891 Mitarbeiter und erwirtschaftete 261 Millionen Dollar Umsatz. Rund drei Viertel der Einnahmen entfielen dabei auf die Brückenzölle. Zum Schutz ihrer Infrastruktur verfügt die DRPA über eine eigene Polizeibehörde.